# Petro-Canada Centre West Tower
Petro-Canada Centre West Tower – wieżowiec w Calgary, w Kanadzie o wysokości 215 m. Budynek został otwarty w 1984, posiada 53 kondygnacje.